# Federación de Fútbol del Oeste de Asia
La Federación de Fútbol del Oeste de Asia (WAFF, por sus siglas en inglés) es una subdivisión de países dentro de la Confederación Asiática de Fútbol del Asia Occidental. La WAFF fue fundada en 2001 por seis de las doce naciones que la componen en la actualidad.

## Asociaciones miembro
| Federación                                    | Fundación | Ingreso AFC | Ingreso FIFA | Ingreso WAFF | Selecciones |
| --------------------------------------------- | --------- | ----------- | ------------ | ------------ | ----------- |
| Federación de Fútbol del Oeste de Asia (WAFF) |           |             |              |              |             |
| Arabia Saudita                                | 1956      | 1972        | 1959         | 2010         | M, F        |
| Baréin                                        | 1957      | 1969        | 1968         | 2010         | M, F        |
| Catar                                         | 1960      | 1972        | 1970         | 2009         | M, F        |
| Emiratos Árabes Unidos                        | 1971      | 1974        | 1972         | 2009         | M, F        |
| Irak                                          | 1948      | 1971        | 1950         | 2001         | M, F        |
| Jordania                                      | 1949      | 1964        | 1958         | 2001         | M, F        |
| Kuwait                                        | 1952      | 1962        | 1962         | 2010         | M, F        |
| Líbano                                        | 1933      | 1964        | 1935         | 2001         | M, F        |
| Omán                                          | 1978      | 1979        | 1980         | 2010         | M, F        |
| Palestina                                     | 1929      | 1998        | 1998         | 2001         | M, F        |
| Siria                                         | 1936      | 1969        | 1937         | 2001         | M, F        |
| Yemen                                         | 1962      | 1962        | 1980         | 2009         | M, F        |

### Miembros anteriores
- Irán 2001-2014. Fundadores de la Federación de Fútbol de Asia Central.

## Competiciones
| Competición                         | Anfitrión       | Evento actual |
| ----------------------------------- | --------------- | ------------- |
| Campeonato de la WAFF               | Irak (2019)     | 2019          |
| Campeonato femenino de la WAFF      | Baréin (2019)   | 2019          |
| Campeonato Masculino de Fútbol Sala | Irán (2012)     | 2012          |
| Campeonato Femenino de Fútbol Sala  | Baréin (2012)   | 2012          |
| Campeonato Sub-15                   | Jordania (2019) | 2019          |

## Rankings
| WAFF | FIFA | Miembro                | Puntos | +/- |
| ---- | ---- | ---------------------- | ------ | --- |
| 1    | 42   | Irán                   | 672    |     |
| 2    | 60   | Arabia Saudita         | 559    |     |
| 3    | 68   | Emiratos Árabes Unidos | 521    | =   |
| 4    | 82   | Jordania               | 418    |     |
| 5    | 83   | Catar                  | 416    |     |
| 6    | 98   | Omán                   | 346    |     |
| 7    | 104  | Irak                   | 333    |     |
| 8    | 110  | Siria                  | 316    |     |
| 9    | 130  | Palestina              | 271    |     |
| 10   | 130  | Baréin                 | 271    |     |
| 11   | 140  | Kuwait                 | 240    |     |
| 12   | 158  | Líbano                 | 176    |     |
| 13   | 177  | Yemen                  | 102    |     |

| WAFF | FIFA | Miembro   | Puntos | +/- |
| ---- | ---- | --------- | ------ | --- |
| 1    | 53   | Irán      | 1431   |     |
| 2    | 58   | Jordania  | 1404   |     |
| 3    | 70   | Baréin    | 1340   |     |
| 4    | 94   | Palestina | 1189   |     |
| 5    | 117  | Líbano    | 944    |     |
| 6    | 122  | Siria     | 927    |     |
| 7    | 125  | Irak      | 882    |     |
| 8    | 131  | UAE       | 1665   | =   |
| 9    | 131  | Catar     | 1046   | =   |
| 10   | 131  | Kuwait    | 796    | =   |